# Poeta Comedor de Leões no Covil de Pedra

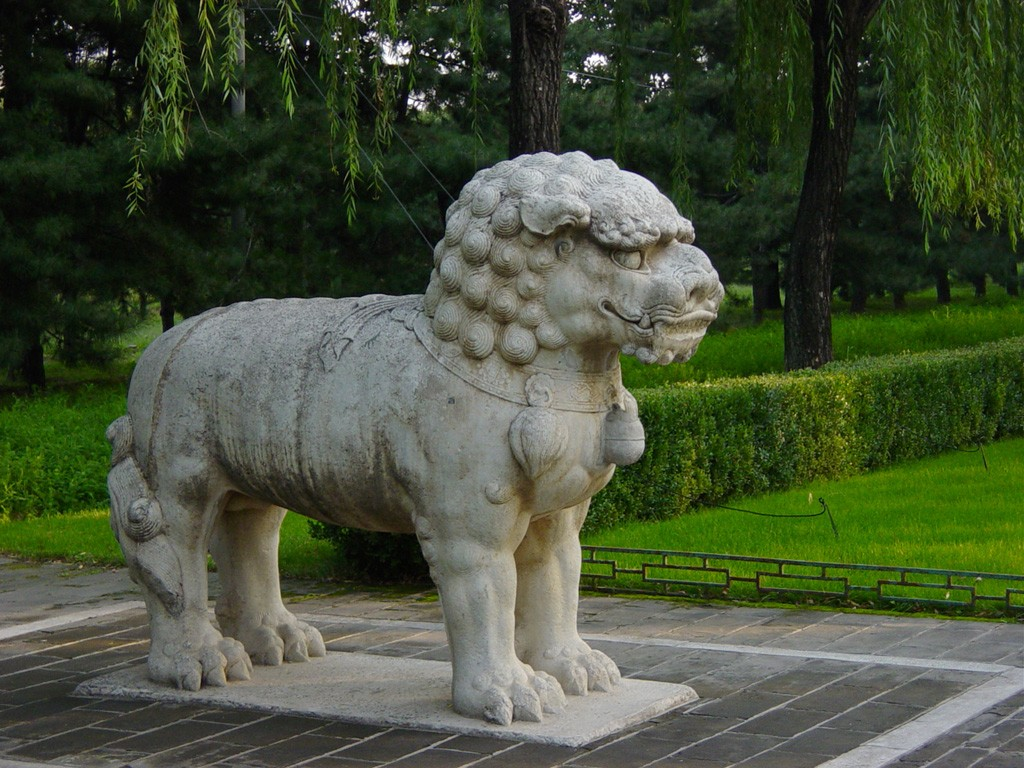
Uma pedra de leão.

O Poeta Comedor de Leões no Covil de Pedra (em chinês simplificado: 施氏食狮史; em chinês tradicional: 施氏食獅史; pinyin: Shī Shì shí shī shǐ; Pe̍h-ōe-jī: si sī si̍t sai sú; literalmente: "A História do Senhor Shi Comendo Leões") é um poema composto por 92 caracteres escrito em chinês clássico pelo poeta e linguista Yuen Ren Chao (1892-1982). Quando o poema é lido em mandarim padrão moderno, todas as sílabas têm o som "shi", diferindo apenas quanto aos tons. É um exemplo de artigo de uma sílaba, uma forma de escrita constrangida possível em linguagens tonais como o mandarim.